# Wurfbainia microcarpa
Wurfbainia microcarpa là một loài thực vật có hoa trong họ Gừng. Loài này được Chou Feng Liang & Fang Ding (Phương Đỉnh) mô tả khoa học đầu tiên năm 1978 dưới danh pháp Amomum microcarpum. Năm 2018, Jana Leong-Škorničková & Axel Dalberg Poulsen phục hồi chi Wurfbainia và xếp nó trong chi này.

## Phân bố
Plants of the World Online cho rằng loài này có trong khu vực từ phía nam tỉnh Quảng Tây, Trung Quốc tới Lào, Myanmar và Việt Nam. Môi trường sống là rừng rậm, ở cao độ 300-500m.

## Mô tả
Cây cao khoảng 2,5 m. Lá không cuống; lưỡi bẹ nguyên, 4-10 mm, có lông, đỉnh tròn, hiếm khi có khía ở mép; phiến lá thuôn dài-hình mũi mác, 20-60 × 2,5-9 cm, có lông thưa, đáy hình nêm, đỉnh với chóp nhọn hình đuôi 1,5-3 cm. Cụm hoa dạng bông với phần cuống và cán hoa có lông áp ép dày đặc; lá bắc màu nâu, hình mũi mác đến hình trứng, khoảng 3 cm, gần như nhẵn nhụi trừ phần có lông ở gốc; lá bắc con ánh đỏ với đỉnh ánh nâu, khoảng 1,7 cm, đỉnh 2 - hoặc 3 răng. Đài hoa ánh đỏ với đỉnh ánh trắng, khoảng 1,7 cm, nhẵn nhụi, đỉnh 3 răng. Tràng hoa ánh đỏ; ống tràng hoa dài gần bằng đài hoa; thùy trung tâm thuôn dài-hình trứng, khoảng 1,1 cm × 8 mm, đỉnh dạng nắp; các thuỳ bên hẹp hơn thuỳ trung tâm. Nhị lép ở bên thẳng, 5-6 mm, đỉnh nguyên. Cánh giữa môi dưới màu trắng với gân giữa màu vàng và phần đáy có đốm đỏ, hình tròn, khoảng 1,8 × 1,5 cm, đáy thon nhỏ dần, có lông tơ, đỉnh 2 khe. Bao phấn khoảng 5 mm; phần phụ liên kết 3 thùy, 2-3 mm, thùy trung tâm rộng hơn các thùy bên. Bầu nhụy có lông nhung áp ép. Quả nang màu ánh tía, hình trứng, 1-1,5 × 0,8-1,2 cm, có lông nhung áp ép thưa thớt, với các gai mềm. Hạt màu đen. Ra hoa tháng 4-5, tạo quả tháng 8-9.

## Tên gọi
Tại Trung Quốc người ta gọi nó là 细砂仁  (tế sa nhân), nghĩa đen là sa nhân nhỏ.